# Taczka occiarza

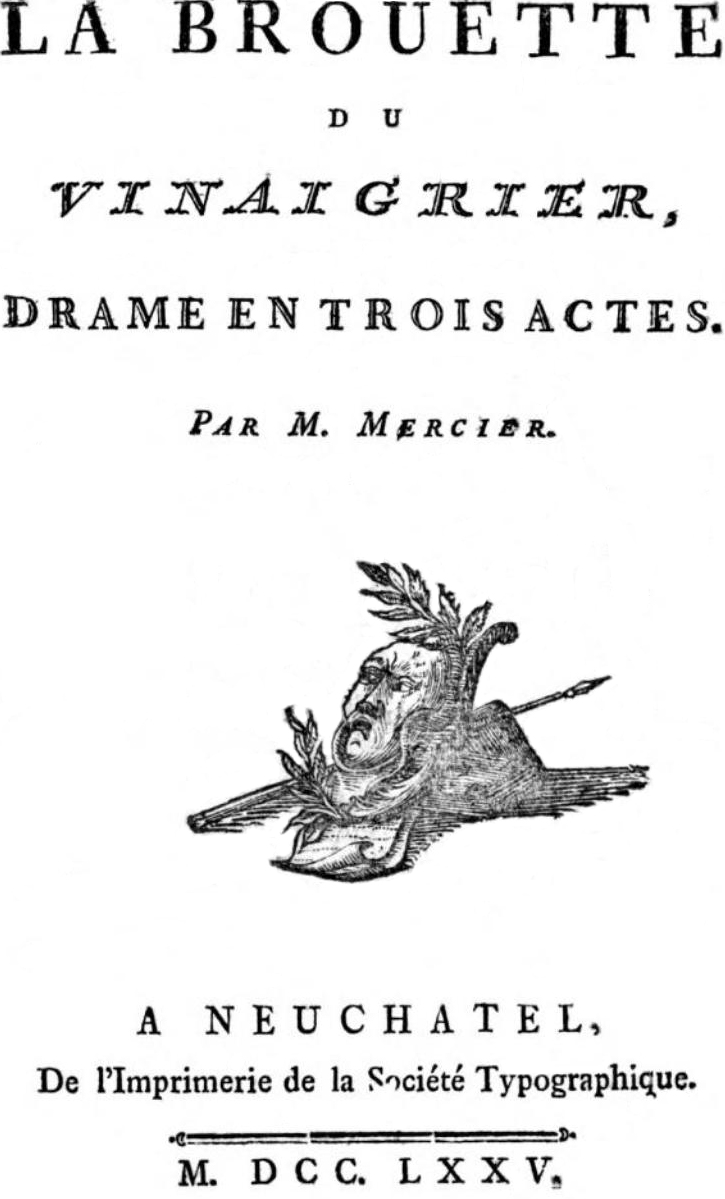
Strona tytułowa Taczki occiarza

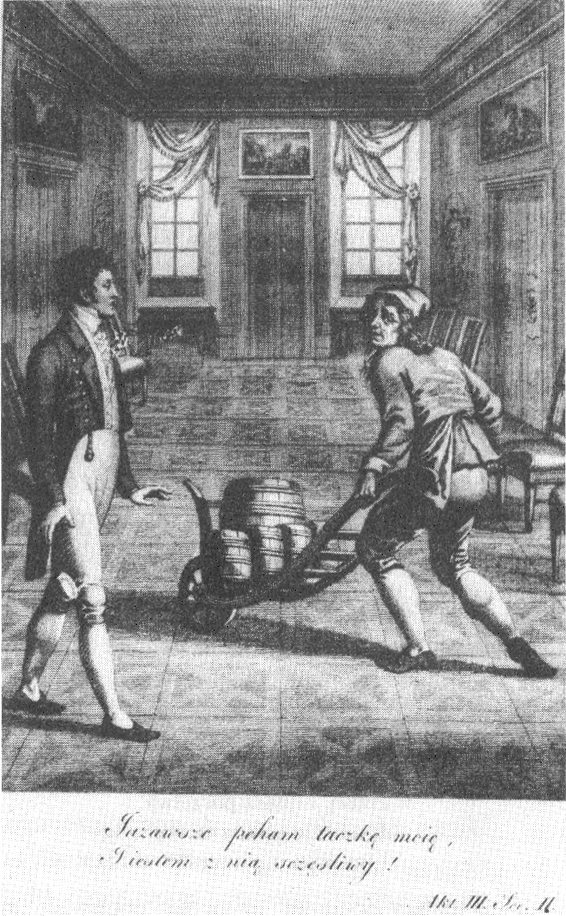
Ilustracja Michała Stachowicza do polskiego wydania Taczki occiarza z 1823 roku

Taczka occiarza (lub Taczka przedającego ocet i musztardę, czyli Cnota w grubej łachmanie, org. La Brouette du vinaigrier) – drama mieszczańska Louis-Sébastien Merciera, wystawiona po raz pierwszy w 1774 roku. Sztuka stanowi pochwałę drobnych kupców i rzemieślników, a także uznanie ich awansu społecznego. Na język polski utwór przełożył Wojciech Bogusławski.

## Treść sztuki
Bohaterem sztuki jest syn Dominka, "occiarza". Odebrał solidne wykształcenie w Anglii, dzięki czemu został pracownikiem bogatego kupca, pana Delomer. Z czasem bohater zakochuje się z wzajemnością w córce swojego pracodawcy. Dziewczyna jest jednak przyrzeczona innemu – mieszczaninowi Julifortowi. Ten jednak okazuje się być łowcą posagów, który znika na wieść o bankructwie przyszłego teścia. Jednak pomimo ucieczki konkurenta, bohater nie może ożenić się z ukochaną z powodu sprzeciwu pana Delomer, wynikającego z dzielących młodych różnic społecznych. Z pomocą młodym przychodzi stary "occiarz", ojciec bohatera, który pojawia się w domu pana Delomer z taczką wypełnioną oszczędnościami całego życia. Dzięki taczce pełnej złota kupiec ratuje się przed bankructwem i wyraża zgodę na małżeństwo swojej córki z synem Dominika.
Sztuka akcentowała przede wszystkim podobieństwa pomiędzy prostym rzemieślnikiem i bogatym kupcem (obaj zajmują się sprzedażą), tym samym podkreślając prawo do społecznego awansu tego pierwszego. Podejmowała też temat niesprawiedliwości wynikającej z różnic urodzenia i podkreślała prawo do miłości z wyboru, niezależnej od pozycji społecznej i posiadanego majątku.

## Sztuka w Polsce
Sztuka została przełożona przez Wojciecha Bogusławskiego na potrzeby Teatru Narodowego, którego był wówczas dyrektorem. Utwór wystawiono w 1790 roku, a w rolę "occiarza" wcielił się sam tłumacz. Sztuka cieszyła się ogromną popularnością – w latach 1790–1793 wystawiano ją aż 23 razy. W swoim przekładzie Bogusławski zawarł liczne przeróbki w stosunku do oryginału, dzięki czemu utwór stał się wyrazem ambicji nie tylko drobnych kupców i rzemieślników, ale także miejskiej inteligencji. Szczególną popularnością cieszyła się dodana przez tłumacza do sztuki piosenka occiarza, śpiewana przez starego Dominika w chwili, kiedy wjeżdża z taczką na pokoje kupca. Wychwalała ona proste przyjemności, pracę i uczciwość i miała cechy liryki sentymentalnej. Była później śpiewana zarówno przez mieszczan, jak i przez szlachtę.